# Житинці (Житомирський район)
Жи́тинці — село в Україні, у Любарській селищній територіальній громаді Житомирського району Житомирської області. Населення становить 270 осіб (2001).

## Історія
У 1906 році — село Деревицької волості Новоград-Волинського повіту Волинської губернії. Відстань від повітового міста 84 версти, від волості 8. Дворів 83, мешканців 411.
До 10 березня 2017 року село належало до складу Гізівщинської сільської ради Любарського району Житомирської області.

## Населення

### Мова
Розподіл населення за рідною мовою за даними перепису 2001 року:
| Мова            | Кількість | Відсоток |
| --------------- | --------- | -------- |
| українська      | 265       | 98.15%   |
| російська       | 4         | 1.48%    |
| інші/не вказали | 1         | 0.16%    |
| Усього          | 270       | 100%     |